# Hogna miami
Hogna miami là một loài nhện trong họ Lycosidae.
Loài này thuộc chi Hogna. Hogna miami được Alfred Russel Wallace miêu tả năm 1942.